# Steleocerellus palustris
Steleocerellus palustris är en tvåvingeart som beskrevs av Kanmiya 1983. Steleocerellus palustris ingår i släktet Steleocerellus och familjen fritflugor. Inga underarter finns listade i Catalogue of Life.